# Mestaruussarja 1935
La Mestaruussarja 1935 fu la ventisettesima edizione della massima serie del campionato finlandese di calcio, la sesta come Mestaruussarja. Il campionato, con il formato a girone unico e composto da otto squadre, venne vinto dell'HPS per la seconda edizione consecutiva.

## Squadre partecipanti
| Club        | Città    | Stagione 1934              |
| ----------- | -------- | -------------------------- |
| Åbo IFK     | Turku    | 6º posto in Mestaruussarja |
| HIFK        | Helsinki | 2º posto in Mestaruussarja |
| HJK         | Helsinki | 5º posto in Mestaruussarja |
| HPS         | Helsinki | Campione di Finlandia      |
| HT Helsinki | Helsinki | 3º posto in Mestaruussarja |
| Sudet       | Viipuri  | 4º posto in Mestaruussarja |
| VPS         | Vaasa    | 1º posto in B-sarja        |
| VIFK        | Vaasa    | 2º posto in B-sarja        |

## Classifica finale
|  | Pos. | Squadra     | Pt | G  | V  | N | P  | GF | GS | DR  |
|  | ---- | ----------- | -- | -- | -- | - | -- | -- | -- | --- |
|  | 1.   | HPS         | 22 | 14 | 11 | 0 | 3  | 38 | 15 | +23 |
|  | 2.   | HIFK        | 17 | 14 | 8  | 1 | 5  | 41 | 28 | +13 |
|  | 3.   | HT Helsinki | 15 | 14 | 7  | 1 | 6  | 28 | 26 | +2  |
|  | 4.   | HJK         | 14 | 14 | 6  | 2 | 6  | 32 | 26 | +6  |
|  | 5.   | VPS         | 14 | 14 | 6  | 2 | 6  | 27 | 27 | 0   |
|  | 6.   | Sudet       | 14 | 14 | 7  | 0 | 7  | 31 | 34 | -3  |
|  | 7.   | VIFK        | 9  | 14 | 3  | 3 | 8  | 29 | 37 | -8  |
|  | 8.   | Åbo IFK     | 7  | 14 | 3  | 1 | 10 | 12 | 45 | -33 |

Legenda:
      Campione di Finlandia
      Retrocesse in B-Sarja
Note:
Due punti a vittoria, uno a pareggio, zero a sconfitta.